# 茨城県道338号常陸小川停車場線

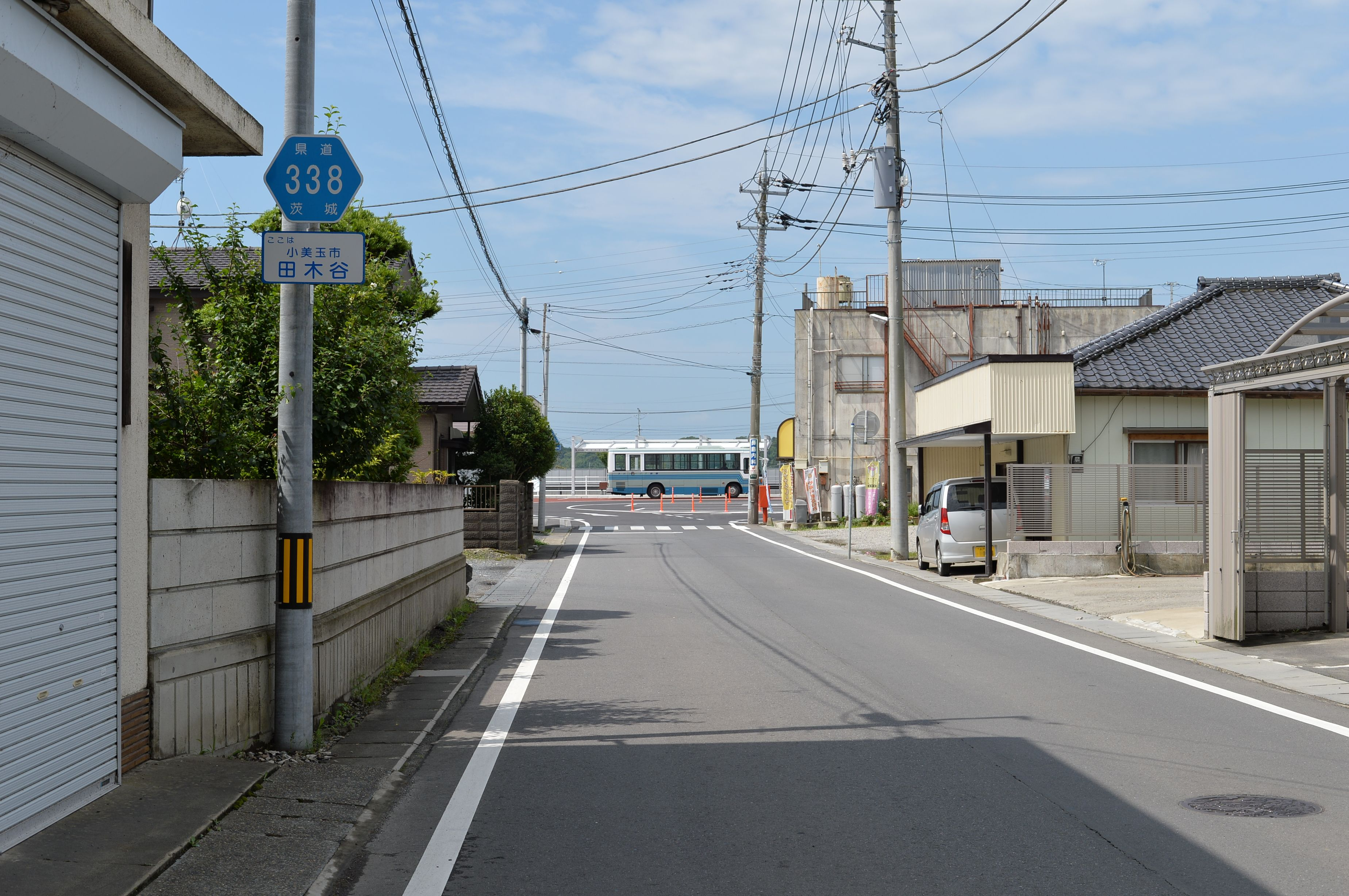
茨城県道338号常陸小川停車場線
小美玉市田木谷（2014年7月）
正式には2008年に路線廃止されたが、県道標識は残されている。写真正面奥には、かつて鹿島鉄道常陸小川駅があり、廃線後の現在は小川駅バスターミナルとなっている。

茨城県道338号常陸小川停車場線（いばらきけんどう338ごう ひたちおがわていしゃじょうせん）は、茨城県小美玉市田木谷から同市小川に至る鹿島鉄道線常陸小川駅と接続するかつて存在した県道である。鹿島鉄道線の廃止に伴い、2008年4月17日にこの県道も廃止された。

## 路線概要
- 起点：小美玉市田木谷（旧常陸小川駅）[1]

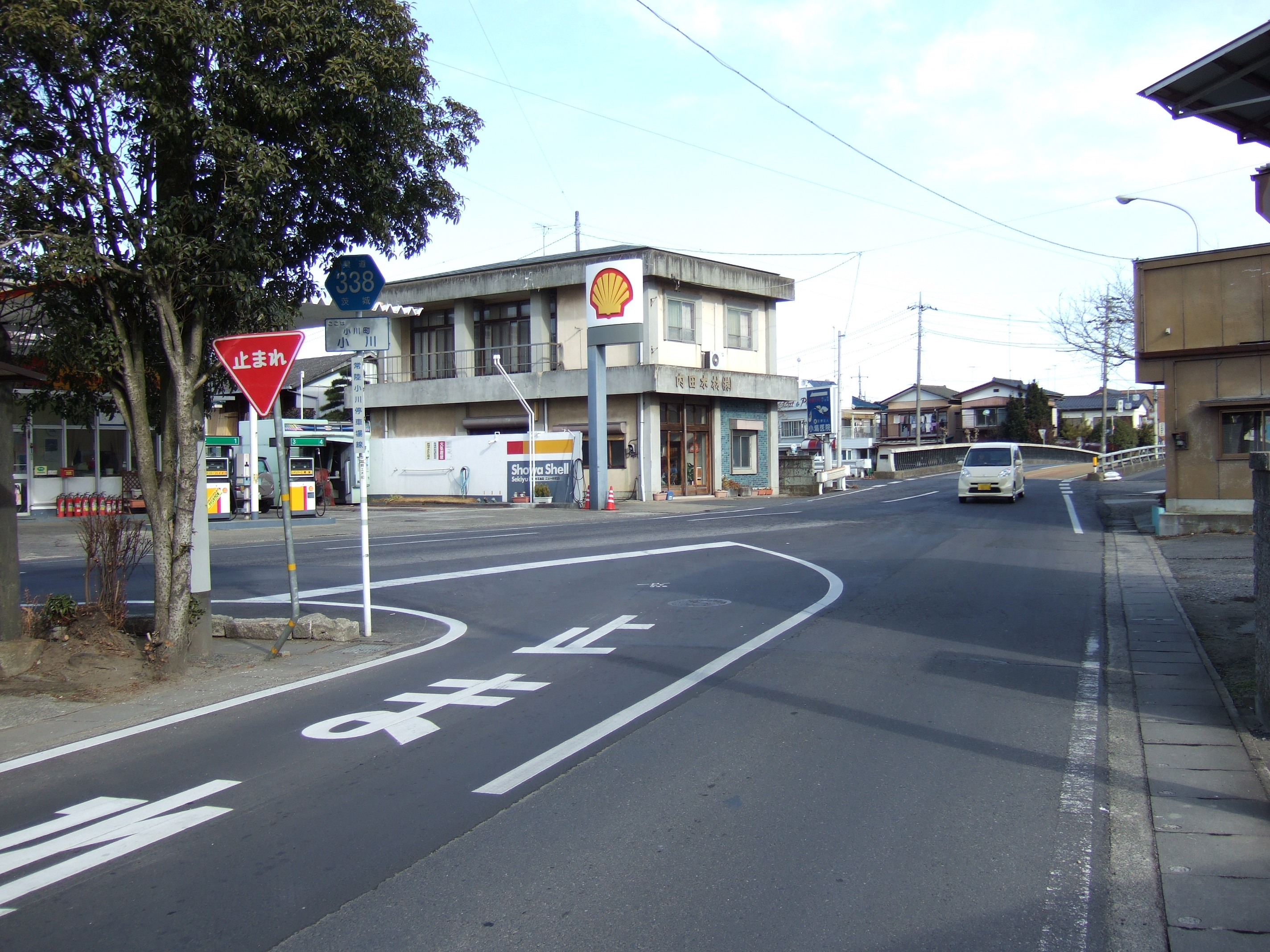
終点・東茨城郡小川町小川の当時の様子（2006年1月）。
写真左側から右奥にある園部川に架かる橋へと延びる交差する道路は、当時の県道紅葉石岡線。

- 終点：小美玉市小川（茨城県道144号紅葉石岡線交点）[1]
- 距離：283 m

## 歴史
1959年（昭和34年）10月14日、新たな県道として新治郡玉里村大字上玉里の常陸小川停車場を起点とし、県道紅葉石岡線交点を終点とする区間を本路線とする県道常陸小川停車場線として茨城県が県道路線認定した。
1995年（平成7年）に整理番号338となる。
2007年に鹿島鉄道常陸小川駅が廃止となったあとも約1年程のあいだ本路線は存続したが、2008年（平成20年）4月17日に路線廃止となった。

### 年表
- 1924年（大正13年）6月8日：常陸小川駅が開業する。
- 1928年（昭和3年）3月1日：常陸小川停車場線の前身である小川停車場線が路線認定される[2]。
- 1959年（昭和34年）10月14日：
  - 常陸小川停車場線（図面対照番号204）が路線認定される[3]。
  - 道路の区域は、新治郡玉里村大字上玉里の常陸小川停車場から新治郡玉里村大字上玉里の県道紅葉石岡線交点までと決定された[1]。
- 1995年（平成7年）3月30日：整理番号261から整理番号338に変更される[4]。
- 2007年（平成19年）4月1日：常陸小川駅が廃止される。
- 2008年（平成20年）4月17日：常陸小川停車場線が路線廃止される[5]。

## 地理

### 通過する自治体
- 茨城県小美玉市

### 交差する道路
- 国道355号

### 沿線
- 鹿島鉄道線常陸小川駅（廃止）